# Sarbacane (contre-torpilleur)
Le Sarbacane est un contre-torpilleur français de 300 tonnes de la classe Arquebuse, construit en 1901 à l'arsenal de Rochefort. La coque est mise à flot en mars 1903. Le navire rentre au service actif en novembre 1903.
Pendant la Première Guerre mondiale, le navire est chargé d'escorter des sous-marins en Adriatique.
De décembre 1917 à novembre 1918, son commandant est le lieutenant de vaisseau Jacques François Viénot de Vaublanc.
Le bâtiment est retiré du service le 1er octobre 1920.

## Sources
- (en) classe Arquebuse (site battleships.cruisers.co.uk).
- French destroyers - site naval-histoty.net.